# Čileanska vaterpolska reprezentacija
Čileanska vaterpolska reprezentacija predstavlja državu Čile u športu vaterpolu.

## Međunarodna natjecanja

### Olimpijske igre
- 1948. - prvi krug

### Razvojni trofej FINA-e
- 2007. – 8. mjesto
- 2011. – 4. mjesto